# تارپون اسپرینگز (فلوریدا)
تارپون اسپرینگز (به انگلیسی: Tarpon Springs) شهری در شهرستان پاینلاس ایالت فلوریدا است که در سال ۱۸۸۷ بنیان‌گذاری شده‌است. این شهر طبق سرشماری سال ۲۰۱۰ میلادی، ۲۳٬۴۸۴ نفر جمعیت داشته و مساحت آن نیز ۴۳٫۸ کیلومتر مربع است.

## نگارخانه

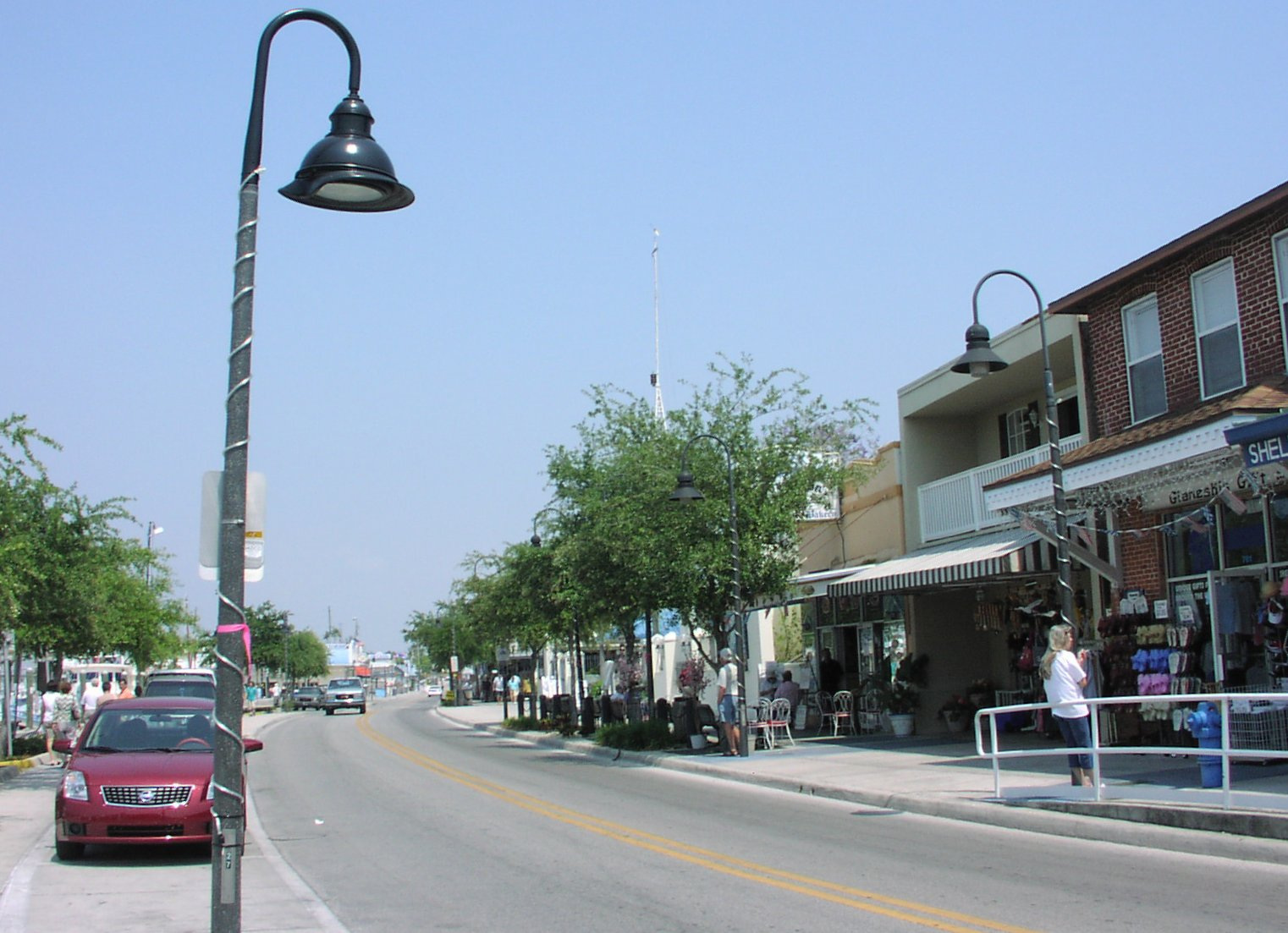
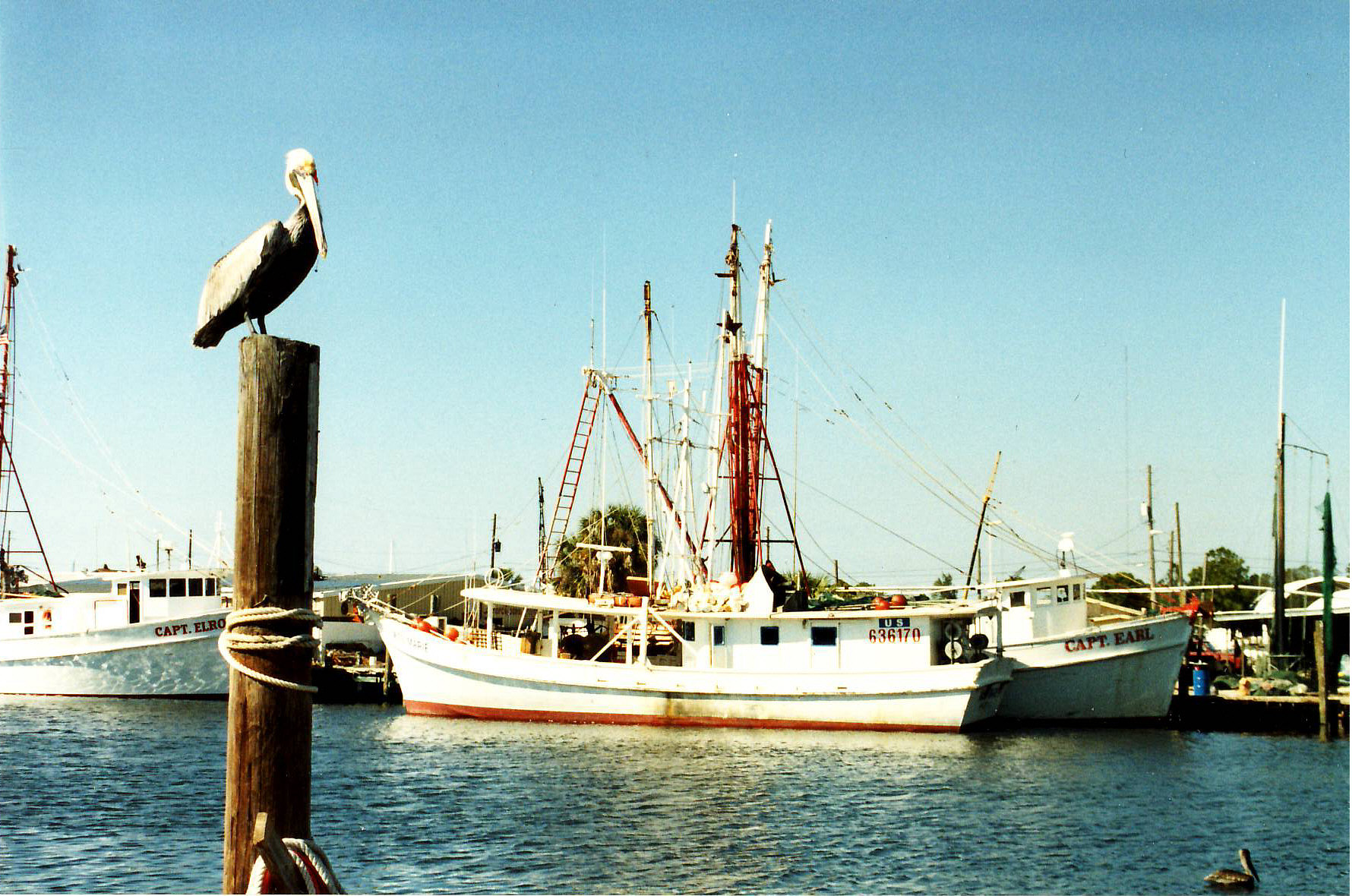
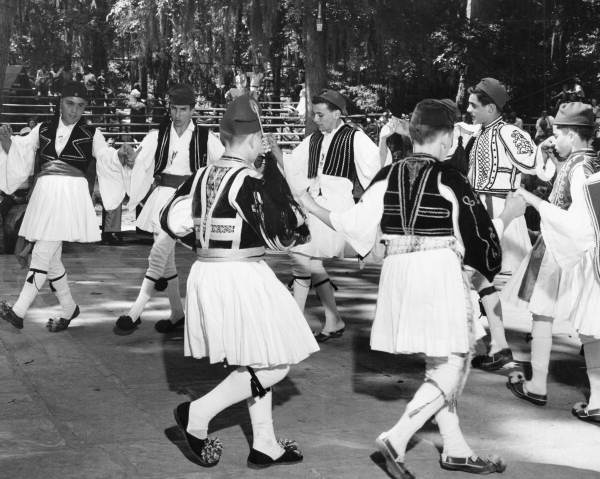